# Andrea Raggi
Andrea Raggi, född 24 juni 1984, är en italiensk före detta fotbollsspelare.

## Klubbkarriär
Raggi startade sin fotbollskarriär i Empoli, där han spelade fyra säsonger med a-laget. Den 28 maj 2008 sålde Empoli honom till Palermo.
Men efter att Raggi inte lyckades ta en ordinarie plats i laget lånades han först ut till Sampdoria 2009, och sedan till Bologna säsongen 2009/2010, och i juli 2010 lånades han ut tredje gången i rad, denna gång till Bari.
Efter säsongen så såldes Raggi vidare till Bologna.